# Bayanda Walaza
Bayanda Walaza (9 febbraio 2006) è un velocista sudafricano, medaglia d'argento nella staffetta 4×100 metri ai Giochi olimpici di Parigi 2024.
A livello giovanile è stato campione mondiale under 20 dei 100 metri piani e dei 200 metri piani a Lima 2024.

## Progressione

### 100 metri piani
| Stagione | Misura | Luogo         | Data       | Rank. Mond. |
| -------- | ------ | ------------- | ---------- | ----------- |
| 2024     | 10"13  | Pretoria      | 21-3-2024  |             |
| 2023     | 10"37  | Potchefstroom | 21-10-2023 |             |
| 2022     | 10"88  | Potchefstroom | 31-3-2022  |             |

## Palmarès
| Anno | Manifestazione               | Sede      | Evento      | Risultato  | Prestazione | Note            |
| ---- | ---------------------------- | --------- | ----------- | ---------- | ----------- | --------------- |
| 2023 | Africani U18                 | Ndola     | 100 m piani | Bronzo     | 10"59       |                 |
| 2024 | World Relays                 | Nassau    | 4x100 m     | Batteria   | 38"08       |                 |
| 2024 | Campionati africani          | Douala    | 100 m piani | Semifinale | 10"26       |                 |
| 2024 | Campionati africani          | Douala    | 4×100 m     | Finale     | dnf         |                 |
| 2024 | Giochi olimpici              | Parigi    | 4×100 m     | Argento    | 37"57       | Record africano |
| 2024 | Mondiali U20                 | Lima      | 100 m piani | Oro        | 10"19       |                 |
| 2024 | Mondiali U20                 | Lima      | 200 m piani | Oro        | 20"52       |                 |
| 2025 | World Relays                 | Guangzhou | 4×100 m     | Oro        | 37"61       |                 |
| 2025 | Giochi mondiali universitari | Reno-Ruhr | 100 m piani | Oro        | 10"16       |                 |
| 2025 | Giochi mondiali universitari | Reno-Ruhr | 200 m piani | Oro        | 20"63       |                 |
| 2025 | Giochi mondiali universitari | Reno-Ruhr | 4×100 m     | Argento    | 38"80       |                 |

## Campionati nazionali
2024
- Argento ai campionati sudafricani, 100 m piani - 10"27
- Oro ai campionati sudafricani under-20, 200 m piani - 20"34
- Oro ai campionati sudafricani under-20, 100 m piani - 10"13

2025
- Argento ai campionati sudafricani, 100 m piani - 10"00
- Bronzo ai campionati sudafricani, staffetta 4x100 m - 40"17
- Oro ai campionati sudafricani under-20, 100 m piani - 10"26